# Sheila LaBarre
Sheila LaBarre (nacida como Sheila Kay Bailey; 4 de julio de 1958) es una criminal estadounidense y posible asesina serial. Fue sentenciada a dos cadenas perpetuas consecutivas, sin posibilidad de libertad condicional, luego de ser condenada por el asesinato de dos hombres, Kenneth Countie y Michael DeLoge, en Epping, Nuevo Hampshire. Al momento de los crímenes, LaBarre vivía en una granja en Epping, Nuevo Hampshire (Condado de Rockingham).
Provocaba regularmente a hombres jóvenes que luego atraía a su granja, en donde los torturaba y controlaba.
Durante su juicio, proclamó ser un ángel enviado por Dios para castigar a los pedófilos. Acusó de ser esto a los dos hombres que mató.

## Biografía
LaBarre nació como Sheila Kay Bailey, en el estado de Alabama en 1958. Tiene una hermana, Lynn Noojin. Se graduó de la Escuela Secundaria de Fort Payne en 1976.
Luego de contraer matrimonio con Ronnie Jennings, se la conoció como Sheila Bailey Jennings. Quiso divorciarse de Ronnie pero él se negó a divorciarse de ella durante un tiempo. A principios de los años 80, LaBarre fue ingresada a una instalación psiquiátrica luego de intentar suicidarse. En dicha instalación fue abusada sexualmente por un empleado.
Se casó con John Baxter en enero de 1981.
LaBarre se mudó de Fort Payne hacia Epping, Nuevo Hampshire en 1987, luego de responder un anuncio personal colocado por Wilfred "Bill" LaBarre, un quiropráctico. Nunca se casó legalmente con Bill, pero adoptó su apellido y vivieron juntos desde 1987 hasta la muerte de Bill, a la edad de 74 años, en 2000. Bill había estado casado dos veces anteriormente. LaBarre, sin embargo, había contraído matrimonio con un ciudadano Jamaiquino llamado Wayne Ennis, en York, Maine, el 22 de agosto de 1995. LaBarre se divorció de Ennis en 1996. En abril de 1997, Sheila LaBarre solicitó una orden de restricción en contra de Ennis luego de que este supuestamente la golpeara.
Luego de la muerte de Bill, Sheila LaBarre heredó su granja, al proclamarse como su concubina. Sus hijos de una relación anterior intentaron apelar el derecho de heredar el dinero y la propiedad, pero fueron informados que tenían una chance del 50% de éxito y en caso de fallar tendrían que pagar $50.000. Luego del arresto de LaBarre, hubo especulaciones de que ella podría haber matado a Bill, algo que LaBarre negó.

## Crímenes

### Kenny Countie
Kenny Countie conoció a LaBarre a través de un anuncio, en 2006, cuando tenía 24 años. Se mudó con ella poco tiempo después de haberla conocido. Countie fue descrito como una persona con discapacidad intelectual y una personalidad "de niño". LaBarre lo grabó vomitando mientras lo acusaba de ser un pedófilo. Lo apuñaló hasta la muerte y luego quemó su cuerpo. La policía pudo identificar su ADN gracias a su historial del ejército.
La madre de Countie acusó al departamento de policía de Epping de negligencia. Antes de su muerte, había sido visto en una tienda de Walmart, sobre una silla de ruedas, con moretones y quemaduras. Su demanda en contra de los dos oficiales que vieron a su hijo ese día en la tienda fue desestimada en 2010.

### Michael Deloge
Deloge era el novio de LaBarre, quien vivía con ella en la granja. Fue visto vivo por última vez en 2005. Un hueso, una vaina de escopeta y su certificado de nacimiento fueron encontrados en el tanque séptico de la granja en 2008. Se desconoce las razones de su muerte. Su madre informó a la policía que estaba preocupada de que LaBarre intentara matarlo.

### Arresto
Una orden de arresto fue emitida para Sheila LaBarre el 1 de abril de 2006, por cargos de asesinato en primer grado. Fue arrestada el 2 de abril y la policía condujo una búsqueda de 3 semanas en su granja, que llevó al descubrimiento de 3 dedos humanos, los cuales análisis forenses determinaron que no pertenecían a Kenny Countie o a Michael Deloge.

### Juicio
El Jurado visitó la granja de LaBarre y el supermercado donde había sido vista con Countie. LaBarre también asistió, vistiendo un cinturón paralizante.
LaBarre se declaró no culpable de asesinar a Countie y a Deloge, bajo razones de locura. Su abogado defensor la describió como una persona "profundamente enferma".
Durante el juicio, en mayo de 2008, los psiquiátras testificaron que LaBarre estaba diagnosticada trastorno esquizoafectivo y trastorno delirante.
James Bracket testificó que había estado en una relación abusiva con LaBarre por seis años.
El exesposo de LaBarre, Wayne Ennis, dijo que ella le había pedido matar a Wilfred.
La hija de Wilfred LaBarre, Laura Melisi, dijo que LaBarre había amenazado con disparar a la gente. Dijo que siempre había sentido disgusto por Sheila LaBarre y que había advertido a su padre sobre mantener una relación con ella.
Su alegato de no culpable por razones de locura fue rechazado por el jurado. La hallaron culpable y fue sentenciada a cadena perpetua sin libertad condicional en 2008.
Su apelación de 2010 fue rechazada. LaBarre está actualmente cumpliendo su condena en la Institución Correccional de Homestead, en la ciudad de Florida, en el estado de Florida..